# Der Schatz (Eduard Mörike)
Der Schatz ist der Titel einer 1836 veröffentlichten Märchennovelle Eduard Mörikes. Das Leben der beiden Hauptfiguren Franz und Ännchen wird durch den Geheimplan einer Freifrau gelenkt, die mit Hilfe der beiden Sonntagskinder den Geist ihrer umherirrenden Ahnin zur Ruhe kommen lassen will. In der Mischung aus Realität und Phantastik sind die schicksalhaften Ereignisse und die Erscheinungen der surrealen Welt mit traumartigen Zuständen der Protagonisten verbunden und lösen sich am Schluss in Spekulationen über Dichtung und Wahrheit auf.

## Inhalt

### Überblick
Der Hofrat Franz Arbogast ist „durch rätselhafte Umstände begünstigt“, sehr schnell vom Goldschmied aus ins Amt des königlichen Schatzmeisteramts in Achfurth gelangt. Nun erzählt der über 50-Jährige im großen Speisesaal des vornehmsten Gasthofes des Bades zu K. einer Tafelrunde vom Beginn seiner Karriere und seines privaten Glücks mit seiner Kinderfreundin Ännchen. Beides wurde, wie man im Laufe der Handlung erfährt, durch rätselhafte Vorgänge eines phantastischen Geheimplanes der Freifrau Sophie von Rochen eingeleitet, die mit Hilfe des jungen Paares einen Auftrag erfüllen wollte, der als Prophezeiung weit zurück in die sagenhafte Vergangenheit ihres Adelsgeschlechts führt, nämlich die Erlösung des umherirrenden Geistes ihrer Urahnin Irmel.

### Vorgeschichten
Irmelsage
Vor ungefähr 400 Jahren hat auf der Stammburg des Adelsgeschlechtes Astern der verwitwete fromme und tapfere Ritter Graf Veit von Löwegilt die junge Irmel geheiratet und ihr am Hochzeitstag die goldene Familienkette geschenkt.
Nach anfänglich glücklicher Zeit zeigt die Frau ihr Doppelgesicht und entwickelt, wenn der Graf auf Reisen ist, zunehmend eigensinnige und aggressive Züge dem Dienstpersonal und auch dem Sohn Hugo gegenüber. Sie hält geizig das Geld zusammen, wünscht sich einen Schatz und träumt von einer riesenlangen Goldkette. Als Veit eines Tages von einem Kriegszug zurückkehrt, findet er seine Frau mit einem Galan zusammen. Er zerreißt ihre Kette als Zeichen der Trennung und wirft sie zum Fenster hinaus in die tief unter dem Schlossberg fließende Sichel, lässt den Liebhaber hinrichten und sperrt seine Frau ein. Nach vergeblichen Fluchtversuchen ersticht sich Irmel im Schlosskerker. Nachts, so wird erzählt, soll ihr Geist um Mitternacht unter Klagerufen im Fluss nach der Kette suchen.
Nach der Sage wird ein Jüngling, der am Ostersonntag geboren ist, die Kettenteile finden, sie wieder zusammenfügen und damit den Geist erlösen.
Erlösung des Irmelgeistes
Die Freifrau Sophie von Rochen, die selbst die „Gabe der Weissagung“ besessen haben soll, wie eine alte Bekannte, die Frau Majorin, berichtet, nimmt die Prophezeiung ernst. Zur Erlösung des Irmelgeistes sucht sie in ihrem Wohnort Egloffsbronn Sonntagskinder und entdeckt Franz und Ännchen. Sie sollen die zerrissene Kette finden und der Goldschmied-Sohn Franz kann sie in der von ihr im Schloss eingerichteten Werkstatt reparieren. Ihr Bruder Marcel scheint dagegen ihre Mission für eine harmlose Überspannung zu halten, wie seine Scherze über „die große Stunde der Erlösung“ andeuten. Aber er setzt die Förderung der beiden Schützlinge seiner Schwester nach deren Tod fort und hilft ihnen zu ihrem Glück.
Kinderverlobung
Franz wird an einem Ostersonntag in Egloffsbronn als einziger Sohn eines Goldschmieds geboren. Nach dem frühen Tod des Vaters zieht der 10-Jährige mit seiner Mutter in eine Mietwohnung und befreundet sich mit dem Nachbarmädchen Ännchen, der Pflegetochter eines liederlichen Sattlermeisters und seiner leichtsinnigen Frau. Nach dem Erlebnis einer Trauung in der Kirche verloben sich die Kinder miteinander.
Doch schon im folgenden Winter erkranken beide an Scharlach und Ännchen verschwindet auf für Franz rätselhafte Weise. Man erzählt ihm, sie sei gestorben, doch in Fieberträumen erscheint ihm an Ännchens Krankenbett die Fee Briscarlatina und er macht rätselhafte Beobachtungen: die Leichenfrau Lichtlein will vermutlich Ännchen mit einer Apfelbehandlung retten und während der Sarg ins Haus getragen wird, transportiert man eine eingewickelte Gestalt aus dem Fenster in den Hinterhof. Deshalb glaubt Franz nach seiner Gesundung einige Zeit daran, dass ein leerer Sarg beerdigt wurde und das Mädchen noch lebt.
Jahre später beginnt Franz bei seinem Vetter Christoph Orlt in Achfurth eine Goldschmiede-Lehre. Beim Abschied übergibt ihm seine Mutter ein, auf unerklärliche Weise in ihr Wohnung gelangtes, von Dorothea Sophia in R[ochen] für Osterkinder verfasstes Büchlein mit dem Titel „Schatzkästlein“. Ein Spruch daraus „Dein erstes Lieb, dein letztes Lieb“ gibt ihm später zu denken, zumal er es nur auf Ännchen beziehen kann.
Umzug ins Schloss
Ännchen wird offenbar von Frau Lichtlein und ihrem Sohn, einem Sargtischler, in das Haus einer vornehmen ältlichen Dame, Sophie von Rochen, entführt und damit aus ihren unglücklichen Familienverhältnissen befreit. Die Freifrau hat bereits zuvor die beiden Sonntagskinder beobachtet, in ihr Haus gerufen und beschenkt. Später lässt sie das Schatzkästlein in die Arbogast-Wohnung legen. In ihrem Haus pflegt man die Kranke unter der Obhut von Sophies Nichte Josephe gesund. Anschließend bringt sie deren Onkel Marcell auf das Schloss. Er scherzt über den Tick seiner Schwester, „Osterlämmchen“ zur Erlösung Frau Irmels zu betreuen.
Mitgift
Josephe verwöhnt das Mädchen drei Monate lang wie ein Modepüppchen und bildet sie im Harfenspiel aus. Dann reist sie in die Hauptstadt ab und hinterlässt ihr ihren Namen: Ännchen heißt jetzt Josephe und wird von der Vogtin auf das Leben einer wackeren Hauswirtin vorbereitet. Da sie sie Base nennt, halten die Angestellten sie für eine Verwandte.
Nach ihrer Konfirmation weiht die Wohltäterin sie in ihren Rettungsplan ein und verspricht ihr eine Mitgift und, wenn Franz die Goldkette repariert hat, eine gemeinsame Zukunft mit ihm in seiner von ihr ausgestatteten Goldschmiede in Achfurth.
Zum Zeitpunkt der Haupthandlung, vier Jahre nach dem Gespräch mit der Freifrau, arbeitet Josephe im Haushalt des Vogtehepaars und wartet auf den ihr versprochenen Goldschmied-Franz von Achfurth. Das schöne Mädchen wird von jungen Männern der Umgebung umworben, die eine tüchtige Hausfrau suchen und sich für ihr Vermächtnis der Freifrau interessieren, das sie bei ihrer Hochzeit erhalten soll. Die Vogtin glaubt nicht an die Erfüllung von Ännchens Traum und will für sie eine gute Partie vermitteln. Sie hat dafür den Schulzensohn Peter aus dem unterhalb des Schlosses gelegenen Dorf Jünneda ausgewählt, und dieser gilt in der Öffentlichkeit als ihr Bräutigam, obwohl Josephe ihn ablehnt.

### Haupthandlung
Diebstahl
Wegen seiner Geschicklichkeit und seines Fleißes rückt Franz bereits nach fünf Jahren zum zweiten Gesellen in der Werkstatt seines Vetters in Achfurth auf und wird mit besonderen Aufgaben beauftragt. So soll er zur Vermählung des Königs mit der Prinzessin von Astern den Krönungsschmuck für die Braut anfertigen. Zum Kauf der Edelsteine schickt ihn sein Meister nach Frankfurt. Auf dem Weg dorthin stiehlt man ihm die von ihm gut verwahrten 400 mitgegebenen Dukaten. Franz kann sich die Aktion nicht erklären. Ein Schnitt in seinem Rucksack und ein Loch im Kutschenboten sind die einzigen Spuren. Allein der Tagesspruch in seinem mitgeführten Schatzkästlein tröstet ihn: was ihm an diesem Tag gestohlen werde, komme ohne eigene Bemühungen wieder zurück. So berichtet er seinem Meister eine Verzögerung und wartet im Gasthaus die Entwicklung ab. Als sein Geldvorrat zur Neige geht, wandert er schließlich weiter, um bei weitläufigen Verwandten auf dem Glückshof unterzukommen.
Das graue Schlösschen
Durch das „wunderbare Schicksal, unter dessen Leitung [er steht]“, wird Arbogast jedoch bei dichtem Nebel in der Dämmerung auf einen Weg zum „grauen Schlösschen“ gelenkt. Es ist die Stammburg des Adelsgeschlechts von Astern, denn Veit von Löwegilts und Irmels Sohn Hugo war im kaiserlichen Kriegsdienst sehr erfolgreich und erhielt als Belohnung das Herzogtum Astern.
Franz wird vom Vogt im Schloss aufgenommen. Da er fürchtet, dass nach ihm gefahndet wird, gibt er sich als Schneidergeselle aus. Josephe hat ihn jedoch erwartet und sofort erkannt und sieht seine Ankunft als Bestätigung der Prophezeiung der Freifrau. Ihm wird erst später bewusst, dass Josephe ihn an seine Kinderfreundin Ännchen erinnert. Am nächsten Tag erzählt Josephe ihm die Geschichte des Schlösschens und Irmels. Als ihr Bewunderer Peter im Wirtshaus in einer Zeitung den Bericht über den Diebstahl und den Steckbrief des angeblichen Täters entdeckt, sieht er die Gelegenheit, den Konkurrenten auszuschalten, und bringt den Vogt dazu, ihn ins Kellerverlies einzusperren.
Tagträume
Franz grübelt über die rätselhaften Zusammenhänge, nach dem Diebstahl seiner für den Kauf der Edelsterine vorgesehenen Golddukaten ins Stammschloss der Astern geraten zu sein, für deren Prinzessin er den Hochzeitsschmuck fertigen soll. Nun bricht das Phantastische über ihn herein: Nachts gerät er schlaftrunken in ein Zimmer und hat offenbar eine Halluzination: Auf der an der Wand hängenden Landkarte von Europa spaziert ein dattelgroßes Männlein von Land zu Land, hält ihm einen Vortrag über die verschiedenen Elfenvolksstämme und vertraut ihm an, dass in der Nähe des Irmelschlosses der Waidenfegerkönig Hadelock haust, der den Menschen von unten her, durch Löcher im Boden, ihr Gold stiehlt und es in einem Gewölbe hortet. In seinem Tagtraum erfährt Franz von dem Elfenmännlein auch die Stelle, wo der Schatz und die Kette versteckt sind.
Bürgschaft
Der Schlossherr Marcel von Rochen befreit Franz sogleich nach seiner Rückkehr aus dem Gefängnis, hört seine Geschichte an, erkennt am Schatzkästlein seiner inzwischen verstorbenen Schwester Sophie die Zusammenhänge und erklärt ihm „mit kaum merkbarer Schalkheit“, wegen eines Fehlers habe sich die Prophezeiung nicht erfüllt. Er macht ihm Mut wegen der Erstattung des Betrags und bürgt für ihn. Mit seinem Meister sei bereits alles besprochen und er behalte den Auftrag.
An dieser Stelle bricht Arbogast seine Erzählung ab und überlässt den Schluss und die Lösung der Irmelhandlung der Phantasie der Gesellschaft.

### Schluss
Version Kornelias
Die geistvolle Kornelia spinnt die Märchenhandlung fort: Franz hat bei einem Spaziergang mit Josephe durch die Weinberge die ihm der Elf auf der Landkarte gezeigte Stelle entdeckt. Der Schlossherr lässt graben und sie finden ein Gewölbe mit „Frau Irmels unheilvoller Kette und endlich – o Entzücken! Ein helles Häuflein Gold, seine Dukaten! – fürwahr, das sind köstliche Szenen, der Ausmalung sich allerdings verlohnen würde“. Franz repariert die Kette. Josephe und er werfen sie in den Sichelfluss. Darauf endet Irmels nächtliches Seufzen und sie kommt endlich zur Ruhe.
Dichtung und Wahrheit
Der Hofrat reagiert auf diese Märchenlösung Kornelias ausweichend mit vager höflicher Zustimmung: „Sie haben in der Tat, bis auf einige Kleinigkeiten, meine Geheimnisse so artig erraten […]“. Sofort entspinnt sich unter den Zuhörern eine kleine Diskussion „über Wahrheit und Dichtung“, da sich die berichteten phantastischen Ereignisse meist im Zustand der Bewusstseinstrübung der Erzähler ereignet haben.
Der Abend endet mit Scherzen: Arbogasts Frau Josephe zitiert hinter dem Ofen aus Sophies Kalender den Zweizeiler:„Jag nit darnach, mach kein Geschrei, Und allerdings fürsichtig sei“. Sie dankt ihrem Mann für „all das Schöne und Gute, was er ihr angedichtet“, im Ganzen habe er „keineswegs ein Märchen erzählt.“

## Publikationsgeschichte
- Mörike veröffentlichte die 1835 beendete Novelle zusammen mit Das Bacchusfest und Erstes Liebeslied eines Mädchens im Jahrbuch schwäbischer Dichter und Novellisten. Hrsg.: Eduard Mörike und Wilhelm Zimmermann, Balz’sche Buchhandlung, Stuttgart 1836.
- 1839 erschien Der Schatz (2. Fassung) zusammen mit Lucie Gelmeroth, Der letzte König von Orplid, Die Regenbrüder und Der Bauer und sein Sohn in Iris, eine Sammlung erzählender und dramatischer Dichtungen bei E. Schweizerbart in Stuttgart.
- 1856 wurde Der Schatz erneut zusammen mit Lucie Gelmeroth, Die Regenbrüder, Der Bauer und sein Sohn und Die Hand der Jezerte im Sammelband Vier Erzählungen bei E. Schweizerbart in Stuttgart publiziert.[12]

## Rezeption
Der „Erzähler“ Mörike stand lange Zeit in der traditionellen Rezeption im Schatten des „Lyrikers“. Entsprechend werden seine Märchen in der Literaturwissenschaft oft als harmlose fabulierlustige Werke bezeichnet, die über die angedeuteten Probleme hinweg eine glückliche Lösung ansteuern. Der Schatz mit seinem Einbruch des Wunderbaren in die „biedermeierlich ausgestattete Alltagswelt“ und dem „imaginäre[n] Reich jenseits der greifbaren Realität“ wird in der Tradition der romantischen Märchen, und konkret E.T.A. Hoffmanns, gesehen. Jedoch habe das Phantastische bei Mörike nichts mehr vom Magischen und Dämonischen der Romantiker. Die „unbedenkliche Mischung realistischer und märchenhafter Elemente“ in der „phantastisch-ironischen Manier Hoffmanns“ mache „den schwerelosen Reiz dieser Biedermeiernovelle“ aus. Am Schatz zeige sich v. a. die Vielseitigkeit des Autors und die Kraft, auch romantische Gebilde festzuhalten, wenn auch „darin die tollsten Dinge vorgehen.“
Diskutiert wird in der Forschung die Gattungszuordnung. Mörike nennt das Werk eine Novelle, worauf die Erzählsituation der Rahmenhandlung mit ihren Unterbrechungen und Erläuterungen hinweist, ebenso der an Jean Pauls Hesperus oder 45 Hundposttage erinnernde Intrigenhintergrund mit einer Steuerung der Protagonisten zu einem guten Zweck. Auch findet man Merkmale des Kunstmärchens mit einer, teilweise ironischen, Verarbeitung romantischer Motive (Elfenvolksstämme) und, in der eingeschobenen Sage von der ihre Kette suchenden Irmelseele, Formelemente und die Sprache des Volksmärchens.
In anderen Interpretationen (s. Maler Nolten#Rezeption) der Mörike Werke aus der Maler Nolten-Zeit, z. B. Lucie Gelmeroth, wird auch auf die dunklen Seiten und die „ganz unbiedermeierliche Dimension von Mörikes Psychologie, ihre Vorliebe für das Gefährdete und Bedrohliche“ und sein Blick für die „Nachtseiten der menschlichen Natur“ hingewiesen. Wie im Maler Nolten gerät der Protagonist in eine bedrohliche surreale Welt und die Verlobte kontrastiert mit einer dämonischen Figur. In dem einen Fall dominiert die „Nachtseite“, im anderen kann sie gebannt werden.
In diesem Zusammenhang verweist Regener auf Mörikes Lebensprobleme: Er unterlege seine Texte mit seinen Lebensthemen und erwirkt so die für seine frührealistische Poetik zentralen Authentizitätseffekte. So in Der Schatz der plötzliche Verlust von Kindheit und erster, einziger Liebe sowie der Verdacht der Veruntreuung eines Betrages, der in seiner Höhe den durchschnittlichen Darlehensbeträgen Mörikes entspricht. Mörike konstruiere Gegenwelten zu unglücklicheren und achtloseren Lebensverläufen, „in denen Vertreter ausgleichender Gerechtigkeit für Heilung und Rehabilitation sorgen. Mithilfe von Märchen- und Sagenanteilen kann er diese virtuos personifizieren und umgekehrt den realhistorischen Hintergrund der Volksmythen herausarbeiten. Damit kommt er dem Historismus eines David Friedrich Strauß und den Realismuspostulaten der Literaturkritik seiner Zeit entgegen.“

## Adaptionen
Lesung
- Eduard Mörike: Der Schatz. (gekürzte Fassung) Sprecher: Hans Paetsch. NDR-kultur, Der Audio Verlag 2021.
- Eduard Mörike: Der Schatz. Internet Archive: Free Download, Borrow, and Streaming

Illustration
Eduard Mörike: Der Schatz. Mit 8 Federzeichnungen von Albert Váradi. Schweyer Verlag Grünwald-München, o. J., [1921].